# Bart Verhulst
Bart Verhulst (Aalst, 10 november 1976) is een Vlaams politiek journalist. Hij werkt voor de openbare omroep VRT.

## Biografie
Bart Verhulst liep tot 1994 school op het Sint-Jozefscollege in Aalst, waar hij Latijn-Grieks volgde. Tussen 1994 en 1998 studeerde hij aan de Katholieke Universiteit Leuven. Hij volgde Taal- en Letterkunde: Germaanse Talen (Nederlands - Engels). Daarna volgde nog een postgraduaat Journalistiek aan de Vlaamse Ekonomische Hogeschool VLEKHO.
In 1999 ging Verhulst deeltijds aan de slag als redactiemedewerker en nieuwslezer bij de openbare Radio 2 Oost-Vlaanderen. Daarnaast werkte hij ook als freelancer voor de regionale televisiezenders AVS en Kanaal 3 in Oost-Vlaanderen. Hij schreef ook bijdragen voor De Beiaard, het weekblad van Zuid-Oost-Vlaanderen.

### VRT NWS
In 2001 maakte Verhulst de overstap naar de televisieredactie van VRT Nieuws. Hij werd algemeen verslaggever bij Het Journaal en volgde gedurende een jaar ook Duitsland en Oostenrijk. In 2007 stapte Bart Verhulst over naar het duidingsprogramma Terzake op Canvas. Daar werd hij het gezicht van de politieke verslaggeving.
In oktober 2012, na de gemeenteraadsverkiezingen, keerde Verhulst terug naar Het Journaal als politiek journalist. Hij volgde er Tim Pauwels op, die manager beroepsethiek van de VRT werd. Verhulst bracht eerst samen met Goedele Devroy en nu met Anne Vanrenterghem verslag uit van het politieke leven in België, met livebijdragen vanuit de Wetstraat, reportages en analyses in de studio van Het Journaal.

## Publicatie
Verhulst schreef eind 2011 Di Rupo I: Een nieuw België?, dat verscheen bij Borgerhoff & Lamberigts in de reeks Actuaboekjes van VRT Nieuws. Hij legt daarin in een voor iedereen begrijpbare taal de zesde staatshervorming en het regeerakkoord uit.

## Trivia
- Bart Verhulst woont in Gent (Ledeberg). Hij is de neef van schrijver Dimitri Verhulst.